# Вище-Солонівське водосховище
 Вищесолонівське водосхо́вище  — невелике руслове водосховище на річці Солона (ліва притока р. Оскіл). Розташоване в Борівському районі Харківської області.
- Водосховище побудовано в 1974 році по проекту Харківської філії інституту Укргіпроводгосп.
- Призначення - зрошення, риборозведення, рекреація.
- Вид регулювання - багаторічне.

## Основні параметри водосховища
- нормальний підпірний рівень — 96,5 м;
- форсований підпірний рівень — 98,0 м;
- рівень мертвого об'єму — 91,8 м;
- повний об'єм — 1,87 млн м³;
- корисний об'єм — 1,54 млн м³;
- площа дзеркала — 47,0 га;
- довжина — 1,9 км;
- середня ширина - 0,25 км;
- максимальні ширина - 0,35 км;
- середня глибина — 4,0 м;
- максимальна глибина — 8,0 м.

## Основні гідрологічні характеристики
- Площа водозбірного басейну - 46,8 км².
- Річний об'єм стоку 50% забезпеченості - 1,99 млн м3.
- Паводковий стік 50% забезпеченості - 1,67 млн м3.
- Максимальні витрати води 1% забезпеченості - 52,0 м3/с.

## Склад гідротехнічних споруд
- Глуха земляна гребля довжиною - 485 м, висотою - 11,4 м, шириною - 10 м. Закладення верхового укосу - 1:8, низового укосу - 1:2,5.
- Шахтний водоскид із монолітного залізобетону висотою - 9 м, розмірами 2(2,5х4)м.
- Водоскидний двохвічковий тунель довжиною - 52 м, розмірами 2(1,6х2)м.
- Донний водоспуск із двох сталевих труб діаметром 450 мм, суміщений із шахтним водоскидом, обладнаний засувками. Розрахункова витрата - 0,67 м3/с.

## Використання водосховища
Водосховище було побудовано для зрошення у колгоспі «Ленінський Шлях» Борівського району.
На даний час використовується для риборозведення.